# Bresolettes
Bresolettes era una comuna francesa situada en el departamento de Orne, de la región de Normandía, que el 1 de enero de 2016 pasó a ser una comuna delegada de la comuna nueva de Tourouvre au Perche al fusionarse con las comunas de Autheuil, Bivilliers, Bubertré, Champs, La Poterie-au-Perche, Lignerolles, Prepotin, Randonnai y Tourouvre.

## Demografía
| Gráfica de evolución demográfica de Bresolettes entre 1800 y 2014 |
|                                                                   |

Los datos demográficos contemplados en este gráfico de la comuna de Bresolettes se han cogido de 1800 a 1999 de la página francesa EHESS/Cassini, y los demás datos de la página del INSEE.